# دم خرگوشی (سرده)
دم خرگوشی (نام علمی: Enneapogon) نام یک سرده از تیره گندمیان است.